# Catedral de Nuestra Señora de Guadalupe (Ponce)
La Catedral de Nuestra Señora de Guadalupe es la sede de la Diócesis de Ponce, en Puerto Rico dedicada a Nuestra Señora de Guadalupe. Está localizada en el Centro Histórico de la ciudad de Ponce en el medio de la Plaza Las Delicias, dividiendo la plaza en dos.
Fue construida en 1670 como una ermita y luego, una capilla rústica. En 1692, se funda la Ciudad de Nuestra Señora de Guadalupe de Ponce y la capilla se eleva a parroquia. En 1924, se funda la Diócesis de Ponce, y el templo es elevado a Catedral. La Catedral ha sufrido numerosos terremotos que han dañado las naves y capillas. La última remodelación comenzó en 1918, después de un gran terremoto, y fue terminada en 1934. Esta remodelación dio lugar a la fachada actual.

## Capillas
- Capilla de la Divina Misericordia
- Capilla de la Virgen del Carmen
- Capilla del Santísimo Sacramento
- Capilla de las Benditas Ánimas